# Орлянка
Орля́нка (орёл или решка) — старинная азартная игра, распространённая во многих странах.
Смысл игры заключается в следующем: бросают монету любого номинала, и тот, кто угадает, какой стороной она упадёт: с гербовым изображением («орлом») или противоположной ей («решкой»), выигрывает. Иной вариант: «два участника игры независимо друг от друга кладут на стол по монете. Если окажется, что монеты выложены одинаковыми сторонами вверх, то выигрывает первый игрок, в противном случае выигрывает второй».
Так как вероятность выпадения одного из двух вариантов одинакова, похожим способом иногда пользуются при жеребьёвке. Например, перед началом футбольного матча судья подкидывает монетку и таким образом определяется, какая из команд введёт мяч в игру. 
С точки зрения теории игр, орлянка имеет конечное число возможных стратегий (две) и относится к антагонистическому типу игр, когда выигрыш одного из игроков равен проигрышу другого.
Русское название игры происходит от слова «орёл» — названия одной из сторон монеты.
В дореволюционной России игра была распространена в основном среди мещан и ямщиков и традиционно считалась мужской.
Особой разновидностью игры, близкой к орлянке, является австралийская ту-ап, в которой две монеты подбрасываются со специальной дощечки.